# Двуреченский, Вячеслав Александрович
Вячесла́в Алекса́ндрович Двуре́ченский (8 июня 1950, Ленинское, Еврейская автономная область — 11 июня 2015, Липецк) — советский футболист, вратарь.

## Биография
Родился в селе Ленинском Еврейской автономной области. Отец родом из села Головщино Грязинского района Липецкой области, участник войны с Японией 1945 года, служил на Дальнем Востоке. В 1953 году семья переехала в Сокол, Липецк. Отец в 1950-е годы играл защитником в команде «Металлург» завода «Свободный сокол». Вячеслав Двуреченский стал заниматься на позиции вратаря в детской районной команде, тренер Николай Владимирович Ма. В 1966 году был приглашён в группу подготовки при команде мастеров «Металлург». В 1969 году в 18 лет оказался в команде класса «Б» «Эльта», но не сыграл ни одной игры. Вернулся в сокольскую команду, осенью 1970 года ненадолго оказался в липецком «Металлурге». Армейскую службу проходил в 1971—1972 годах в «Спартаке» Казинка. 1973 год начал в «Металлурге», перед вторым кругом перешёл в «Звезду» Кировоград из второй лиги. После матча в составе сборной УССР против «Динамо» Киев (1:3) был приглашён в львовские «Карпаты». В мае 1974 года провёл три игры в чемпионате СССР, в которых пропустил пять мячей. В третьей игре — против «Зари» (0:2) — получил травму и за основной состав больше не играл. В 1976 году перешёл в «Кристалл» Херсон, на следующий год вслед за главным тренером Евгением Лемешко перешёл в другой клуб второй лиги харьковский «Металлист». В 1978 году клуб вышел в первую лигу. В начале 1979 года Двуреченский после кубкового матча вступил в конфликт с одним из руководителей федерации футбола СССР и был дисквалифицирован пожизненно. Работал на Харьковском тракторном заводе сменным мастером. После заступничества Льва Яшина дисквалификация была снята. Играл за «Металлург» Запорожье (1980—1981) и «Кузбасс» Кемерово (1982—1984).
Победитель зональных турниров второй лиги (1978, 1982). Чемпион УССР (1978). Обладатель Кубка УССР (1973). В числе 22-х лучших футболистов УССР (1977, 1978, вторая лига).
Работал тренером-селекционером, на «Свободном соколе», занимался бизнесом.
Скончался 11 июня 2015 года в возрасте 65 лет.